# Daniele Ranzoni
Daniele Ranzoni né à Intra (ville conjointe de Pallanza formant ensemble l'entité communale de Verbania) le 3 décembre 1843 et décédé à Intra le 20 octobre 1889, est un peintre italien du XIXe siècle adepte de la scapigliatura.

## Biographie
Daniele Ranzoni né à Intra (petite ville aujourd’hui incorporée dans la municipalité de  Verbania- Pallanza) le 3 décembre 1843 et décédé à Intra le 20 octobre 1889, est un peintre italien du XIXe siècle,.
Daniele Ranzoni a fréquenté l'Accademia di Brera, ainsi que l'Accademia Albertina de Turin, terminant ses études en tant qu’élève de Giuseppe Bertini , dans l’atelier duquel il connait Tranquillo Cremona et le sculpteur Giuseppe Grandi. Ensemble ils créeront la Scapigliatura artistique, première avant-garde Italienne, qui inspirera autant le divisionnisme que le futurisme,.
Dès 1873 Ranzoni est accueilli dans la villa des princes Troubetzkoy à Ghiffa sur le Lac Majeur. Intimement liée à la Princesse Ada Troubetzkoy il est nommé tuteur et premier maître de dessin de ses enfants, Paul (le futur sculpteur de la belle Époque) et Pierre  portraitiste international qui devait épouser l’écrivaine américaine Amélie Rive. Grâce à Ada Troubetzkoy, Ranzoni devient le peintre des expatriés qui vivent sur le lac Majeur,. 
En 1877, invité par les Medlycott (non Lord Paget comme souvent répété erronément) qu’il avait connu grâce à Ada, il se rend en Angleterre, où il devient pendant deux ans (1877-18/9) le peintre de la gentry,  vivant dans les demeures de ses commanditaires, presque toujours  à la campagne, loin du monde culturel britannique. C’est pour lui une période d’éprouvante solitude. En 1879, trois de ses œuvres sont refusées à l’exposition d’été de la Royal Academy car il n’avait pas suivi la procédure pour y être admis.  Blessé par cet échec, il rentre en Italie (septembre 1879), où il est confronté à la progressive destruction de l’univers qui avait été le sien. La mort prématurée de Cremona a mis fin à la contestation scapigliata des Happenings de rue. La crise économique mondiale sévit durement, suicides et faillites se multiplient et les protagonistes de ce milieu cosmopolite dont il avait su décrire l’élégance et la complexe psychologie, désertent progressivement le lac Majeur,.
Durant les années 1880-1885, la vie artistique de Ranzoni est dominée par une activité fébrile. Il élabore un style pictural à partir de la touche scapigliata  - qui construit les formes par nuances de couleurs  presque pures, sans contours. Ses tableaux se caractérisent alors  par une économie de moyens : usant des variations de tons monochromatiques ou bichromatiques, il  exprime  une intensité d’émotion qui anticipe certains aspects de l'expressionnisme du  XXe siècle,. 
En 1885, un épisode psychotique grave rend nécessaire son internement à l’hôpital psychiatrique de Novare où il séjourne de 22 mars au 6 mai 1885. Il semble que la maladie mentale ait intensifié la force expressive de sa peinture. Les tableaux réalisés soit immédiatement avant soit après l’internement, dans lesquels il atteint un plus grand degré d’abstraction, sont parmi les œuvres les plus émouvantes de la fin du XIXe siècle,.
Il meurt à Intra le 20 octobre 1889 dans un état d’indigence quasi totale : les deux dernières années de sa vie sont marquées par un progressive déclin physique et psychique, qui entrave sa production,.

## Œuvres

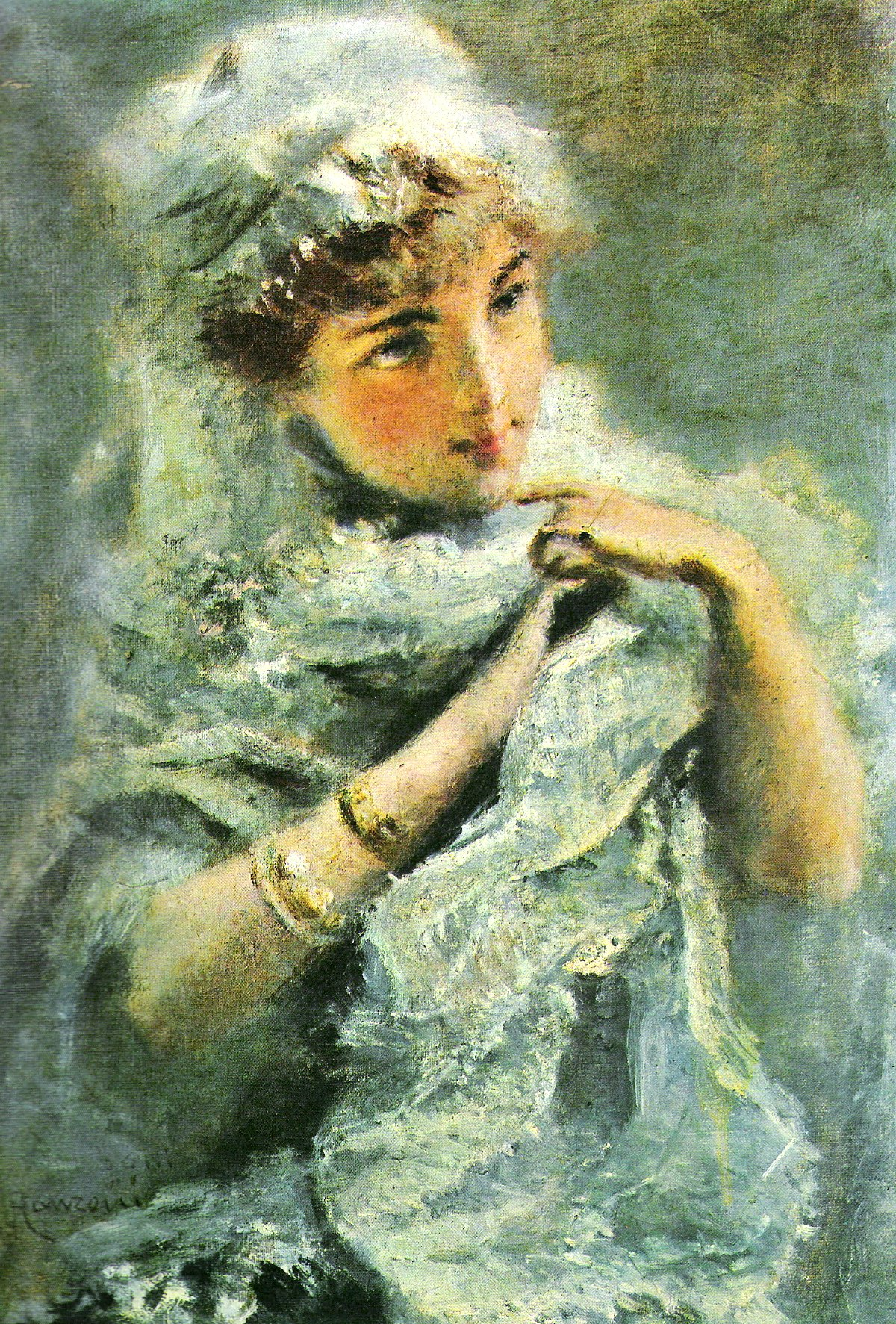
Jeune fille anglaise (1886)
Collection De Lorenzi, Milan.

- I tre ragazzi Troubetzkoy con il loro cane (1874), Milan, Galleria d'Arte Moderna
- Ritratto della Principessa Ada Troubetzkoy (1875), collection privée
- I tre amici (Ritratto di Mary Frances e Ralph Plantagenet) (1878), collection privée
- Jeune fille anglaise (1886), huile sur toile, 50 × 36 cm, collection De Lorenzi, Milan
- Ritratto della Signora Pisani Dossi (1880), collection privée
- Ritratto della Signora Tonazzi (1889), collection privée
- Ritratto di Manrico Tonazzi (1889), collection privée
- La baronessa Francfort (1880), Milano, Galleria d'Arte Moderna
- Ritratto di Antonietta Tzikos di St. Leger, (1886) , collection privée
- Lago Maggiore dalle Isole St. Leger (1886), collection privée
- Portrait de la Signora Luvoni, huile sur toile, 63 × 103 cm, Collection privée, Padoue[3]